# パリ包囲戦 (885年-886年)
885年から886年のパリ包囲戦（フランス語: Siège de Paris）は、ヴァイキングが西フランク王国のパリを包囲した戦闘である。この事件は統一フランク王であった皇帝カール3世の在世中最大の事件であるとともに、パリ伯ウードの名声を高め、カロリング帝国と後のフランスの歴史における転機となった。またこの戦いによって、当時すでに西フランク王国最大の都市となっていたパリの戦略的な重要性が証明されることとなった。包囲戦の一次資料として、目撃者のアッボ・ド・サン＝ジェルマン＝デ＝プレによるラテン語詩 Bella Parisiacae urbis がある。
885年11月後半、数百隻の船に乗った数万人にのぼるともされるヴァイキングの大軍勢がパリ郊外に到来し、貢納を要求した。パリの防衛に当たれる守備兵はわずか200人ほどだったにもかかわらず、パリ伯ウードは要求を拒絶し、包囲戦が始まった。最初、ヴァイキングは数日にわたり総攻撃を仕掛け、様々な攻城兵器を繰り出してが、パリの市壁を破ることが出来なかった。その後もヴァイキングは何度か強襲を試みたが失敗し、次第に包囲軍から離れてセーヌ川のさらに上流へ行ってしまうものも出始めた。886年夏、ヴァイキング軍は再び大規模な攻勢に出たが、ついに実を結ばなかった。
10月、カール3世率いる援軍がパリに到着した。彼はヴァイキング軍と若干交戦した後、ヴァイキング軍に700リーヴル（257kg）の銀の支払いを約束し、セーヌ川上流のブルグンディアを略奪することを認めてパリ包囲を解かせた。当時、ブルグンディアでは反カール3世反乱が起きていたためである。ウードはカール3世の妥協策を激しく非難して、その取り決めの履行に逆らった。888年にカール3世が死去した後、ウードはカロリング家出身以外の人物で初めて西フランク王に選出された。

## 背景
9世紀にフランク王国各地を攻撃するようになったヴァイキングは、845年に初めてパリを攻撃、略奪した。860年代には3度にわたりヴァイキングがパリを襲撃し、十分な戦利品を獲られるまで蹂躙しつづけた。864年、西フランク王シャルル2世禿頭王はピトル勅令を発し、セーヌ川沿いのピトルとパリに要塞化した橋をかけるよう命じた。ヴァイキングのロングシップの遡行を防ぐためにとられたこの措置は、後の885年のパリ包囲戦で目覚ましい成果を上げることになる。
パリ周辺（イル＝ド＝フランス）の防衛は、セーヌ川からロワール川までを支配するパリ伯が担うことになっていた。この役目はもともとネウストリア辺境伯でロワール巡察使のロベール豪胆公が負っていた。彼はパリを要塞化し、ヴァイキングと戦い続けた末に、866年にブリサルトの戦いで戦死した。後を継いだ息子のウードの権力はまだ弱いものであったが、パリの要塞化は住民たちの手で続けられた。
877年にシャルル2世が死去して後、西フランク王国は次々と王が代替わりし、弱体化していった。しかし881年、共同王のルイ3世とカルロマン2世が連合し、ソクール＝アン＝ヴィムーの戦いでヴァイキングに勝利を収めた。そして884年、ローマ王、東フランク王そしてイタリア王を兼ねていたカール3世が西フランク王位をも継承して、カール大帝以来のフランク王国再統一を成し遂げた。これによりフランク人はヴァイキングに対しさらなる優位に立ったかに見えたが、885年、ヴァイキングはこれまでの襲撃をはるかに上回る規模のパリ遠征を計画していた。

## 包囲戦
885年、シーフリズとシンリクに率いられたヴァイキングは、西フランク王国への攻撃を再開し、北西部を荒廃させた。シーフリズはカール3世に貢納を要求したが拒否されたため、700隻の船を率いてセーヌ川を遡行していった。この軍勢に参加した戦士の数は3万人もしくは4万人にのぼったともいわれる。これは包囲戦に居合わせたアッボの証言による数であるが、ヴァイキングの襲撃を記録した同時代の記録としては史上最大規模である。なお、現代の歴史家の間では、この記録は過度に誇張されたものである、というよりアッボ自体が「並外れた大ぼら吹きである」 というのが定説となっている。歴史家のCharles William Previté-Ortonは船の数を300隻と見積もり、ジョン・ノリスも「300隻ほど」としている。フランク人はヴァイキングの遡行を阻止しようとしたが、ついにパリまでヴァイキングの勢いを止めることが出来なかった。このころのパリは、現在シテ島として知られる川の中州の上に立つ街だった。 この島の両側からは浅瀬の上に木橋と石橋が伸びてセーヌ川の通行を妨げており、対ヴァイキング戦略の上で最重要の地点となっていた。ウードはヴァイキングの襲来に備えて橋を要塞化し、それぞれに2棟ずつ塔を建てた。アッボによればウードのもとには200人足らずの手勢しかなかったが、パリ司教ゴズランが防衛軍に加勢した。彼は中世キリスト教世界で最初の「戦う聖職者」だった。また、ウードの弟ロベールや、2人の伯、1人の侯がウードを支援した。

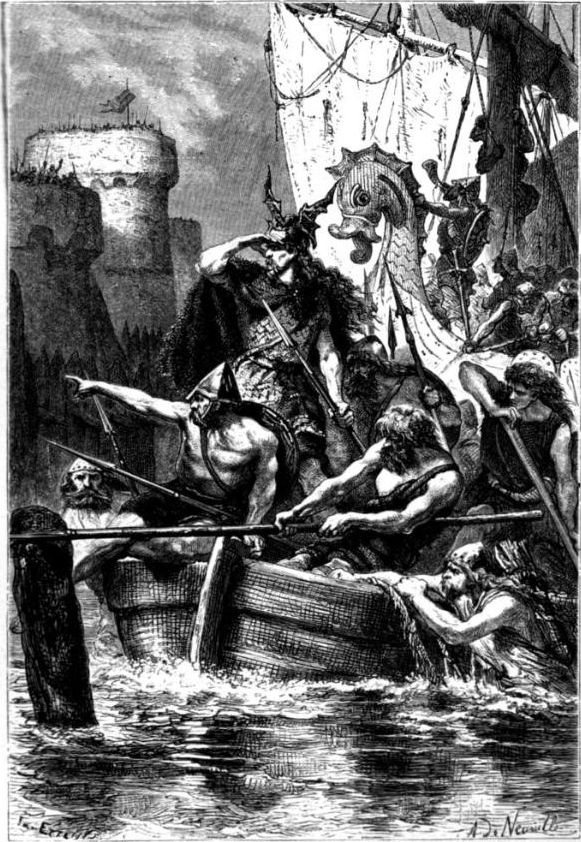
ヴァイキングのバーク（帆船）

885年11月の24日もしくは25日、ヴァイキングがパリに到来し、フランク人に貢納を要求した。フランク人側はこれを拒否し、包囲戦が始まった。26日、ヴァイキングはパリ北東の塔に対して、バリスタやマンゴネル、カタパルトといった数々の攻城兵器を駆使して攻撃をしかけた。これに対して防衛側は、熱した蝋やピッチを落として応戦した。この日のヴァイキングの攻撃はすべて失敗に終わり、防衛側は夜のうちにさらに塔を増設し高くした。27日、ヴァイキングは穴を掘ったり破城槌や火炎兵器を使って塔を攻撃したが、これもうまくいかなかった。ゴズラン司教は弓と斧を持って戦闘に参加し、最前線に十字架を植えこんで味方を鼓舞した。攻撃をあきらめたヴァイキングは、川の右岸に石造りの野営地を建設した。彼らはここで次の総攻撃に備え、新たな攻城兵器の制作も進めた。続く総攻撃では、千発もの石弾が街に降り注ぎ、また橋を攻め落とすために川面の船や陸上からも攻撃が仕掛けられた。ヴァイキングは橋を防衛する塔を包囲し、橋への放火を試みつつ、攻城兵器を用いた街への攻撃も続けた。

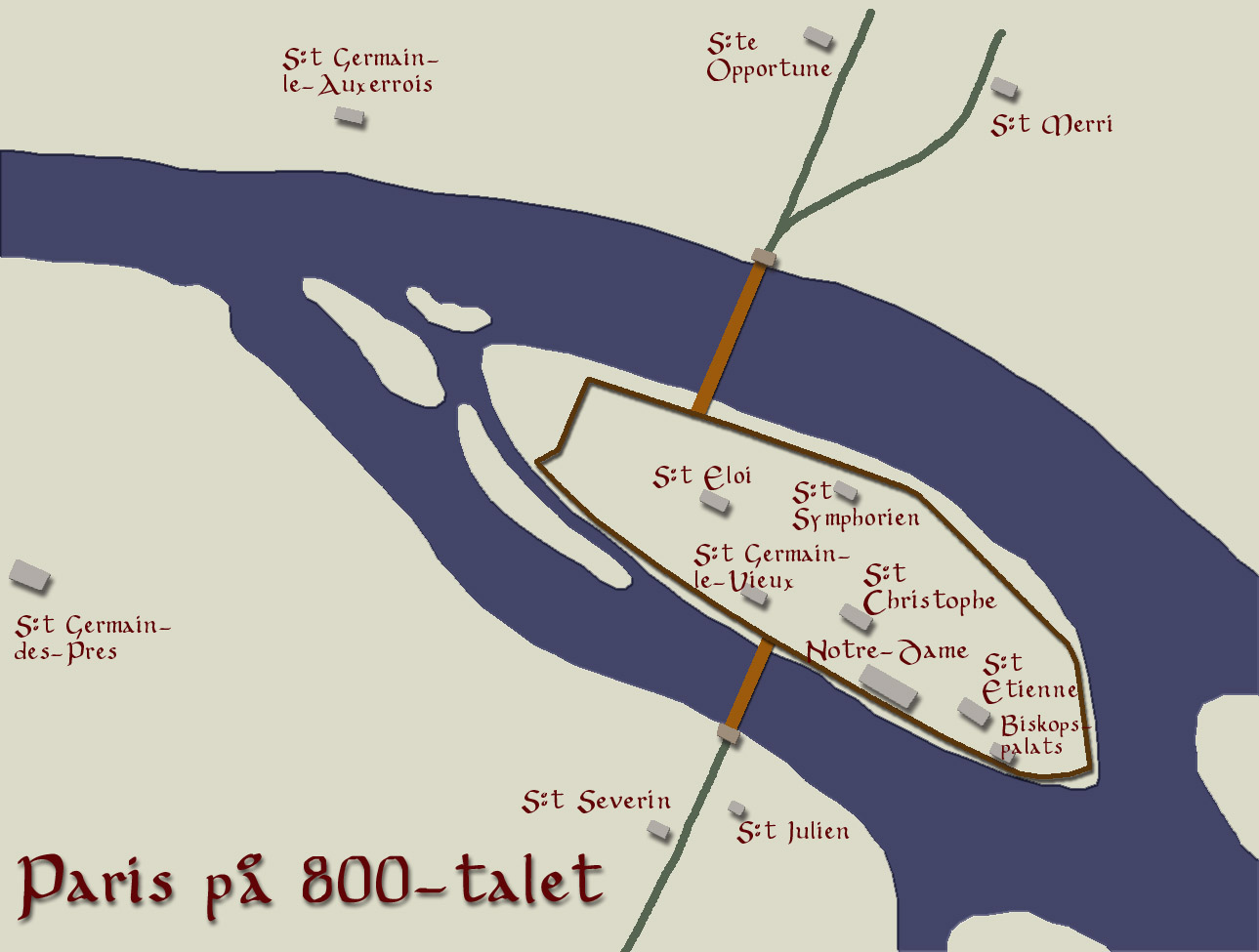
9世紀のパリ（現シテ島）

2か月にわたり、ヴァイキングは包囲を続けながら、周辺に溝を掘って要塞を迂回する川路を作る作業を進めた。886年1月、ヴァイキングは2日の間に瓦礫や木々、動物や囚人の死体などを浅瀬に投げ込んで埋め、3日目に3隻の船に火をつけて木橋に突入させた。この火船は木橋に火が乗り移る前に沈められたが、木橋の側も大きなダメージを受けた。2月6日、瓦礫で埋まっていた川が雨で増水し、木橋を押し流した。これにより北東の塔と12人の守備兵が孤立した。この12人はヴァイキングからの降伏勧告を拒絶し、まもなく全滅させられた。
ヴァイキングの軍勢はパリ包囲を続けたが、川が通行可能になったことで、一部がより上流のル・マンやシャルトル、エヴルーやロワール川方面を目指して包囲陣を離れ始めた。さらにウードが発した密使が包囲網からの脱出に成功し、カール3世に援軍を求めた。まず東フランケン公ハインリヒがパリ救援に向かった。しかし冬季の進軍となったため兵が弱り、2月にパリについても1回ヴァイキングと戦って敗れるとすぐに撤退してしまった。一方、ヴァイキング側も物資を求めて周辺地域への攻撃を繰り返していたが、その士気は下がる一方であり、4月にシーフリズが60リーヴルの銀を分け前として受け取ったうえで包囲陣を離れた。しかしロロなど包囲を続行する首長たちもいた。5月、パリ防衛側で疫病が蔓延し、ゴズラン司教が病死した。この危機に際してウードは自ら包囲網を突破し、カール3世のもとに赴いて援軍の確約を得た。その後ウードは再び包囲網を突破してパリに帰還し、カール3世やハインリヒもパリに向けて北進し始めた。先にパリに到達したハインリヒであったが、彼はヴァイキングの掘った溝に転落して捕らえられ、殺害された。
夏になって、ヴァイキングは最後の大攻勢をかけたが、撃退された。10月になってようやくカール3世の軍勢が到着し、ヴァイキングを蹴散らした。彼らはロロらヴァイキング軍を逆包囲し、モンマルトルに陣を敷いた。しかし、カール3世には戦う気が無かった。彼はヴァイキングに、反乱中のブルグンディアを略奪することを条件として彼らの撤退を認めてしまった。翌春ヴァイキングがパリを離れる時、カール3世は合意通りに彼らに700リーヴルの銀を与えた。この量はおよそ257kgに相当する。

## その後
パリの住民やウードがカール3世の妥協策に抵抗し、ヴァイキングの転進を妨害したため、ヴァイキングは船を陸揚げしてマルヌ川へ移動させねばならなかった。888年にカール3世が死去すると、西フランクの貴族はウードを王に推戴した。彼の弟のロベール（1世）も後に西フランク王となった。10世紀を通じて、ロベール豪胆公を祖とするロベール家はカロリング家と王位を争い続けた。ロベール家の公国（フランシア）の名はフランス王国の国名となり、以降カロリング帝国が再現されることは無かった。